# GC376
GC376是生物制药公司Anivive Lifesciences正在开发的一种广谱抗病毒药物，用于治疗人类和动物。Anivive从堪萨斯州立大学获得了 GC376 的全球独家专利权。截至2020年，GC376正在作为COVID-19的治疗药物进行研究。GC376显示出对许多人类和动物病毒的活性，包括冠状病毒和诺如病毒；最广泛的研究是在猫身上进行多项体内研究，以治疗可导致致命的猫传染性腹膜炎的冠状病毒。其他研究支持用于猪流行性腹泻病毒。

## COVID-19

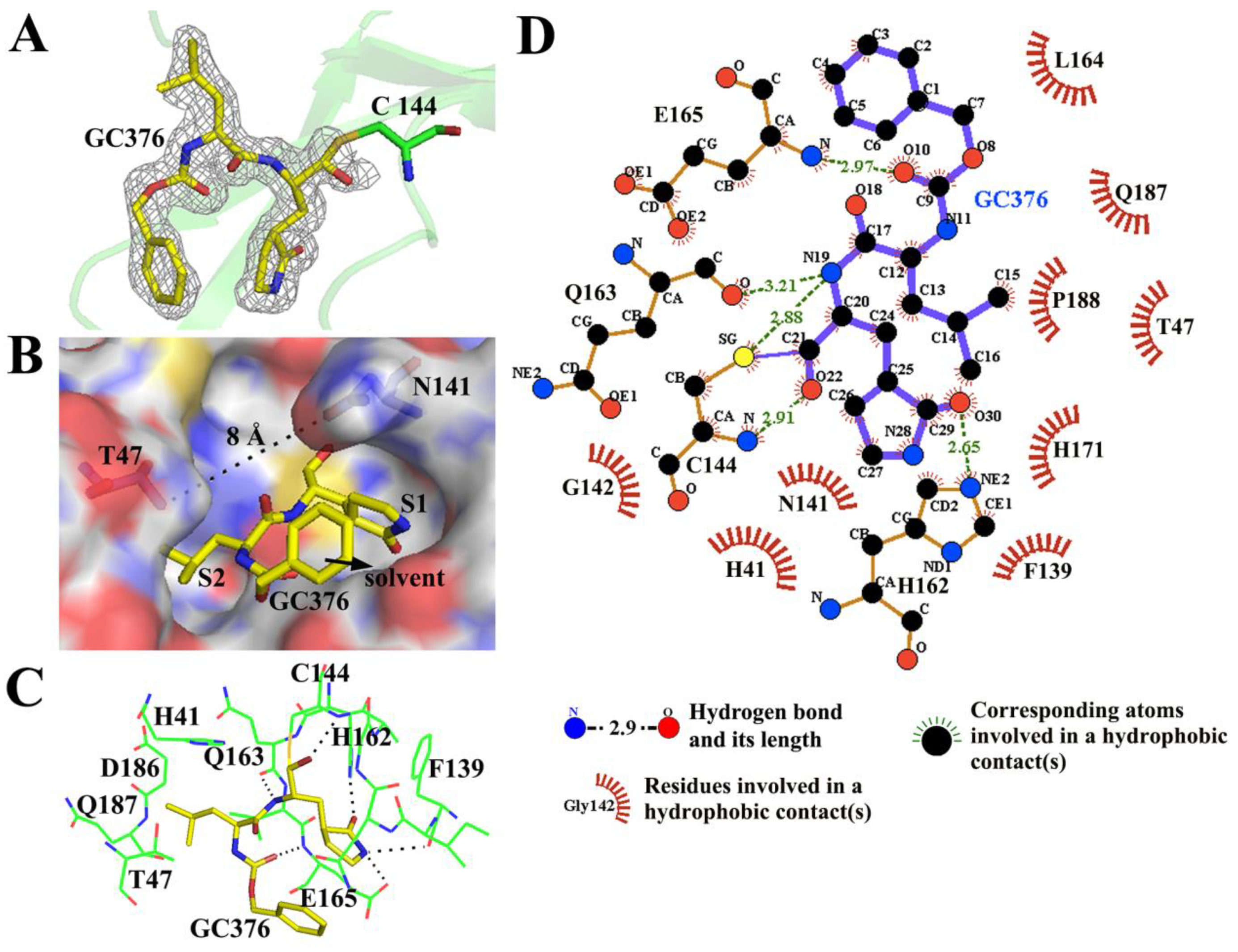
与GC376复合的猪流行性腹泻病毒3C样蛋白酶的晶体结构。

由于GC376显示出对冠状病毒的广谱活性，在2020年大流行初期，有人建议将其作为COVID-19的潜在治疗方法。为应对危机，亚利桑那大学的研究人员发表了体外研究，表明GC376对SARS-CoV-2中的3C样蛋白酶具有高度活性。由大卫·洛恩·泰瑞尔领导的另一组阿尔伯塔大学病毒学家随后发表了一份单独的出版物，证实了GC376对SARS-CoV-2中的3CLpro的活性，并表明GC376具有强大的抗病毒作用。第二天，哥伦比亚大学的祖克曼研究所举办了一场COVID-19虚拟研讨会，该研讨会发布了由何大一领导的研究，并将GC376描述为何大一的实验室正在研究的“最有前途”的蛋白酶抑制剂，因为GC376是“最有效的”并且在感染SARS-CoV-2的细胞培养物中达到了“完全病毒抑制”。

## 药理

### 药效学
GC376是一种蛋白酶抑制剂。它阻断3C样蛋白酶，一种常见于许多(+)ssRNA病毒的蛋白酶，从而阻止病毒多蛋白成熟为其功能部分。在化学上，GC376是醛GC373的亚硫酸氢根加合物，而它则作为该化合物的前药。这种醛与蛋白酶活性位点的半胱氨酸144残基形成共价键，产生单缩硫醛并阻断酶的正常功能。